# Scrooge, or, Marley's Ghost
Scrooge, or, Marley's Ghost er en britisk stumfilm fra 1901 af Walter R. Booth.